# Leichtathletik-Afrikameisterschaften 1990
Die 7. Leichtathletik-Afrikameisterschaften fanden vom 3. bis 6. Oktober 1990 im Cairo International Stadium statt. Kairo war zum dritten Mal nach 1982 und 1985 Austragungsort von Leichtathletik-Afrikameisterschaften.
Entscheidungen fielen in 23 Disziplinen für Männer und 18 Disziplinen für Frauen. Bei den Frauen gab es noch keine Wettbewerbe im 3000-Meter-Hindernislauf, im Dreisprung, im Stabhochsprung und im Hammerwurf.
Es nahmen 218 Athleten aus 23 Ländern teil. Zoubida Laayouni (MAR, Diskuswurf) gewann ihren sechsten Titel, Lucienne N’Da (CIV, Hochsprung) und Hanan Ahmed Khaled (EGY, Kugelstoßen) siegten jeweils zum dritten Mal. Weiterhin gelang die erfolgreiche Titelverteidigung Othmane Belfaa (ALG, Hochsprung), Robert Welikhe (KEN, Kugelstoßen), Hassan Ahmed Hamad (EGY, Diskuswurf), Diana Yankey (GHA, 100-Meter-Hürdenlauf), Chioma Ajunwa (NGR, Weitsprung) und Agnetha Chelimo (KEN, 5000 m Bahngehen) sowie den nigerianischen Staffeln der Frauen über 4 × 100 m und 4 × 400 m. Die nigerianischen Männer triumphierten zum fünften Mal in Folge in der 4-mal-100-Meter-Staffel.
Herausragende Athletin in Kairo war Fatima Yusuf, die Goldmedaillen im 200- und 400-Meter-Lauf sowie in beiden Sprintstaffeln gewann.

## Resultate

### 100 m
| Platz | Land    | Athlet             | Zeit    |
| ----- | ------- | ------------------ | ------- |
| 1     | Kenia   | Joseph Gikonyo     | 10,28 s |
| 2     | Nigeria | Abdullahi Tetengi  | 10,36 s |
| 3     | Senegal | Charles-Louis Seck | 10,38 s |

(Wind: +0,1 m/s)
| Platz | Land    | Athletin         | Zeit    |
| ----- | ------- | ---------------- | ------- |
| 1     | Nigeria | Onyinye Chikezie | 11,56 s |
| 2     | Nigeria | Chioma Ajunwa    | 11,63 s |
| 3     | Nigeria | Mary Tombiri     | 11,74 s |

(Wind: +0,6 m/s)

### 200 m
| Platz | Land    | Athlet            | Zeit    |
| ----- | ------- | ----------------- | ------- |
| 1     | Kenia   | Joseph Gikonyo    | 20,89 s |
| 2     | Nigeria | Abdullahi Tetengi | 21,01 s |
| 3     | Nigeria | Sunday Bada       | 21,05 s |

(Wind: +0,5 m/s)
| Platz | Land    | Athletin        | Zeit    |
| ----- | ------- | --------------- | ------- |
| 1     | Nigeria | Fatima Yusuf    | 23,19 s |
| 2     | Nigeria | Emily Odoemenam | 23,59 s |
| 3     | Ghana   | Helena Amoako   | 24,36 s |

(Wind: +0,5 m/s)

### 400 m
| Platz | Land    | Athlet       | Zeit    |
| ----- | ------- | ------------ | ------- |
| 1     | Kenia   | Samson Kitur | 45,15 s |
| 2     | Kenia   | David Kitur  | 46,13 s |
| 3     | Nigeria | Sunday Bada  | 46,19 s |

| Platz | Land    | Athletin        | Zeit    |
| ----- | ------- | --------------- | ------- |
| 1     | Nigeria | Fatima Yusuf    | 50,85 s |
| 2     | Nigeria | Charity Opara   | 51,68 s |
| 3     | Nigeria | Emily Odoemenam | 53,30 s |

### 800 m
| Platz | Land      | Athlet        | Zeit        |
| ----- | --------- | ------------- | ----------- |
| 1     | Kenia     | William Tanui | 1:46,80 min |
| 2     | Kenia     | Robert Kibet  | 1:47,15 min |
| 3     | Äthiopien | Desta Asgedom | 1:47,38 min |

| Platz | Land      | Athletin               | Zeit        |
| ----- | --------- | ---------------------- | ----------- |
| 1     | Mosambik  | Maria de Lurdes Mutola | 2:13,54 min |
| 2     | Uganda    | Edith Nakiyingi        | 2:14,00 min |
| 3     | Äthiopien | Zewde Hailemariam      | 2:15,14 min |

### 1500 m
| Platz | Land    | Athlet           | Zeit        |
| ----- | ------- | ---------------- | ----------- |
| 1     | Kenia   | Moses Kiptanui   | 3:39,51 min |
| 2     | Marokko | Abdelaziz Sahere | 3:39,53 min |
| 3     | Kenia   | David Kibet      | 3:41,49 min |

| Platz | Land     | Athletin               | Zeit        |
| ----- | -------- | ---------------------- | ----------- |
| 1     | Mosambik | Maria de Lurdes Mutola | 4:25,27 min |
| 2     | Uganda   | Edith Nakiyingi        | 4:25,34 min |
| 3     | Kenia    | Margaret Ngotho        | 4:27,14 min |

### 5000 m / 3000 m
| Platz | Land     | Athlet            | Zeit         |
| ----- | -------- | ----------------- | ------------ |
| 1     | Kenia    | Ezequiel Bitok    | 13:33,30 min |
| 2     | Tansania | Andrea Sipe Sambu | 13:33,90 min |
| 3     | Marokko  | Mohamed Issangar  | 13:34,37 min |

| Platz | Land      | Athletin        | Zeit        |
| ----- | --------- | --------------- | ----------- |
| 1     | Äthiopien | Derartu Tulu    | 9:11,21 min |
| 2     | Äthiopien | Luchia Yishak   | 9:15,99 min |
| 3     | Kenia     | Margaret Ngotho | 9:16,41 min |

### 10.000 m
| Platz | Land      | Athlet            | Zeit         |
| ----- | --------- | ----------------- | ------------ |
| 1     | Marokko   | Khalid Skah       | 28:31,1 min  |
| 2     | Tansania  | Andrea Sipe Sambu | 28:31,50 min |
| 3     | Äthiopien | Addis Abebe       | 28:34,40 min |

| Platz | Land      | Athletin      | Zeit         |
| ----- | --------- | ------------- | ------------ |
| 1     | Äthiopien | Derartu Tulu  | 33:37,82 min |
| 2     | Kenia     | Jane Ngotho   | 33:39,26 min |
| 3     | Äthiopien | Tigist Moreda | 34:24,67 min |

### Marathon
| Platz | Land      | Athlet         | Zeit      |
| ----- | --------- | -------------- | --------- |
| 1     | Äthiopien | Tesfaye Tafa   | 2:33:38 h |
| 2     | Äthiopien | Belaye Wolashe | 2:37:17 h |
| 3     | Äthiopien | Negash Dube    | 2:49:42 h |

### 110 m Hürden / 100 m Hürden
| Platz | Land      | Athlet            | Zeit    |
| ----- | --------- | ----------------- | ------- |
| 1     | Nigeria   | Moses Oyiki Orode | 14,26 s |
| 2     | Kenia     | Gideon Yego       | 14,39 s |
| 3     | Mauritius | Judex Lefou       | 14,42 s |

(Wind: +0,4 m/s)
| Platz | Land    | Athletin       | Zeit    |
| ----- | ------- | -------------- | ------- |
| 1     | Ghana   | Diana Yankey   | 13,55 s |
| 2     | Marokko | Nezha Bidouane | 13,70 s |
| 3     | Nigeria | Mosun Adesina  | 13,85 s |

(Wind: −0,6 m/s)

### 400 m Hürden
| Platz | Land      | Athlet                   | Zeit    |
| ----- | --------- | ------------------------ | ------- |
| 1     | Senegal   | Hamidou M’Baye           | 51,10 s |
| 2     | Ägypten   | Ahmed Abdel Halim Ghanem | 51,16 s |
| 3     | Mauritius | Judex Lefou              | 51,41 s |

| Platz | Land    | Athletin         | Zeit    |
| ----- | ------- | ---------------- | ------- |
| 1     | Marokko | Nezha Bidouane   | 57,17 s |
| 2     | Nigeria | Omolade Akinremi | 57,97 s |
| 3     | Nigeria | Omotayo Akinremi | 58,83 s |

### 3000 m Hindernis
| Platz | Land      | Athlet           | Zeit        |
| ----- | --------- | ---------------- | ----------- |
| 1     | Marokko   | Abdelaziz Sahere | 8:33,58 min |
| 2     | Kenia     | William Mutwol   | 8:34,03 min |
| 3     | Äthiopien | Bizuneh Yai Tura | 8:56,14 min |

### 20 km Gehen / 5000 m Gehen
| Platz | Land      | Athlet               | Zeit      |
| ----- | --------- | -------------------- | --------- |
| 1     | Äthiopien | Shemsu Hassan        | 1:29:31 h |
| 2     | Algerien  | Abdelouaheb Ferguène | 1:31:00 h |
| 3     | Kenia     | Andrew Eyapan        | 1:32:24 h |

| Platz | Land     | Athletin           | Zeit        |
| ----- | -------- | ------------------ | ----------- |
| 1     | Algerien | Agnetha Chelimo    | 25:45,2 min |
| 2     | Marokko  | Méryem Kouch       | 26:36,7 min |
| 3     | Ägypten  | Amani Mohamed Adel | 27:11,6 min |

### Hochsprung
| Platz | Land      | Athlet         | Höhe   |
| ----- | --------- | -------------- | ------ |
| 1     | Algerien  | Othmane Belfaa | 2,16 m |
| 2     | Kenia     | Samson Kebenei | 2,13 m |
| 3     | Mauritius | Khemraj Naïko  | 2,09 m |

| Platz | Land           | Athletin        | Höhe   |
| ----- | -------------- | --------------- | ------ |
| 1     | Elfenbeinküste | Lucienne N’Da   | 1,80 m |
| 2     | Nigeria        | Stella Agbaegbu | 1,77 m |
| 3     | Nigeria        | Ifeanyi Aduba   | 1,68 m |

### Weitsprung
| Platz | Land    | Athlet          | Weite  |
| ----- | ------- | --------------- | ------ |
| 1     | Nigeria | Ayodele Aladefa | 7,92 m |
| 2     | Senegal | Badara Mbengue  | 7,90 m |
| 3     | Kenia   | Amos Rutere     | 7,55 m |

| Platz | Land    | Athletin              | Weite  |
| ----- | ------- | --------------------- | ------ |
| 1     | Nigeria | Chioma Ajunwa         | 6,13 m |
| 2     | Nigeria | Stella Emefesi        | 5,79 m |
| 3     | Ägypten | Nagwa Abd El Hay Riad | 5,71 m |

### Dreisprung
| Platz | Land       | Athlet             | Weite   |
| ----- | ---------- | ------------------ | ------- |
| 1     | Madagaskar | Toussaint Rabenala | 16,61 m |
| 2     | Kenia      | James Sabulei      | 16,06 m |
| 3     | Senegal    | Papa Ladji Konaté  | 15,81 m |

### Stabhochsprung
| Platz | Land      | Athlet           | Höhe   |
| ----- | --------- | ---------------- | ------ |
| 1     | Marokko   | Ali Ziouani      | 4,90 m |
| 2     | Mauritius | Kersley Gardenne | 4,70 m |
| 3     | Algerien  | Sid Ali Sabour   | 4,40 m |

### Speerwurf
| Platz | Land       | Athlet              | Weite   |
| ----- | ---------- | ------------------- | ------- |
| 1     | Madagaskar | Fidèle Rakotonirina | 69,50 m |
| 2     | Nigeria    | Pius Bazighe        | 68,80 m |
| 3     | Uganda     | Justin Arop         | 67,76 m |

| Platz | Land     | Athletin         | Weite   |
| ----- | -------- | ---------------- | ------- |
| 1     | Kenia    | Seraphina Nyauma | 46,82 m |
| 2     | Tansania | Matilda Kisava   | 46,44 m |
| 3     | Nigeria  | Kate Nwani       | 45,44 m |

### Diskuswurf
| Platz | Land    | Athlet             | Weite   |
| ----- | ------- | ------------------ | ------- |
| 1     | Ägypten | Hassan Ahmed Hamad | 55,80 m |
| 2     | Ägypten | Dhia Kamel Ahmed   | 52,74 m |
| 3     | Nigeria | Ikechukwu Chika    | 52,50 m |

| Platz | Land    | Athletin           | Weite   |
| ----- | ------- | ------------------ | ------- |
| 1     | Marokko | Zoubida Laayouni   | 53,10 m |
| 2     | Ägypten | Hanan Ahmed Khaled | 49,90 m |
| 3     | Kenia   | Elizabeth Olaba    | 45,04 m |

### Kugelstoßen
| Platz | Land    | Athlet                | Weite   |
| ----- | ------- | --------------------- | ------- |
| 1     | Kenia   | Robert Welikhe        | 17,57 m |
| 2     | Ägypten | Ahmed Kamel Shata     | 17,36 m |
| 3     | Ägypten | Mohamed Ismail Muslem | 16,50 m |

| Platz | Land    | Athletin           | Weite   |
| ----- | ------- | ------------------ | ------- |
| 1     | Ägypten | Hanan Ahmed Khaled | 15,21 m |
| 2     | Kenia   | Elizabeth Olaba    | 14,26 m |
| 3     | Marokko | Fouzia Fatihi      | 14,12 m |

### Hammerwurf
| Platz | Land     | Athlet                   | Weite   |
| ----- | -------- | ------------------------ | ------- |
| 1     | Ägypten  | Sherif Farouk El Hennawi | 69,60 m |
| 2     | Marokko  | Hassan Chahine           | 66,98 m |
| 3     | Algerien | Hakim Toumi              | 66,34 m |

### 4 × 100 m
| Platz | Land           | Zeit    |
| ----- | -------------- | ------- |
| 1     | Nigeria        | 39,85 s |
| 2     | Senegal        | 40,05 s |
| 3     | Elfenbeinküste | 40,24 s |

| Platz | Land    | Zeit    |
| ----- | ------- | ------- |
| 1     | Nigeria | 45,06 s |
| 2     | Ghana   | 45,87 s |
| 3     | Ägypten | 46,79 s |

### 4 × 400 m
| Platz | Land    | Zeit        |
| ----- | ------- | ----------- |
| 1     | Nigeria | 3:04,77 min |
| 2     | Marokko | 3:05,89 min |
| 3     | Kenia   | 3:06,88 min |

| Platz | Land      | Zeit        |
| ----- | --------- | ----------- |
| 1     | Nigeria   | 3:40,04 min |
| 2     | Kenia     | 3:45,99 min |
| 3     | Mauritius | 3:46,94 min |

### Zehnkampf / Siebenkampf
| Platz | Land     | Athlet              | Punkte      |
| ----- | -------- | ------------------- | ----------- |
| 1     | Marokko  | Abdennacer Moumen   | 6983 Punkte |
| 2     | Nigeria  | Tommy Ozono         | 6869 Punkte |
| 3     | Algerien | Mourad Mahour Bacha | 6802 Punkte |

| Platz | Land           | Athletin            | Punkte      |
| ----- | -------------- | ------------------- | ----------- |
| 1     | Elfenbeinküste | Albertine Koutouan  | 5065 Punkte |
| 2     | Ägypten        | Huda Hashem Ismail  | 4716 Punkte |
| 3     | Mauritius      | M.-Lourdes A. Samba | 4501 Punkte |

## Medaillenspiegel
| Medaillenspiegel Endstand nach 41 Entscheidungen | Medaillenspiegel Endstand nach 41 Entscheidungen | Medaillenspiegel Endstand nach 41 Entscheidungen | Medaillenspiegel Endstand nach 41 Entscheidungen | Medaillenspiegel Endstand nach 41 Entscheidungen | Medaillenspiegel Endstand nach 41 Entscheidungen |
| Platz                                            | Land                                             | Gold                                             | Silber                                           | Bronze                                           | Gesamt                                           |
| ------------------------------------------------ | ------------------------------------------------ | ------------------------------------------------ | ------------------------------------------------ | ------------------------------------------------ | ------------------------------------------------ |
| 1                                                | Nigeria                                          | 10                                               | 10                                               | 9                                                | 29                                               |
| 2                                                | Kenia                                            | 9                                                | 9                                                | 7                                                | 25                                               |
| 3                                                | Marokko                                          | 6                                                | 5                                                | 2                                                | 13                                               |
| 4                                                | Äthiopien                                        | 4                                                | 2                                                | 6                                                | 12                                               |
| 5                                                | Ägypten                                          | 3                                                | 5                                                | 4                                                | 12                                               |
| 6                                                | Elfenbeinküste                                   | 2                                                | 0                                                | 1                                                | 3                                                |
| 7                                                | Madagaskar                                       | 2                                                | –                                                | –                                                | 2                                                |
| 7                                                | Mosambik                                         | 2                                                | –                                                | –                                                | 2                                                |
| 9                                                | Senegal                                          | 1                                                | 2                                                | 2                                                | 5                                                |
| 10                                               | Algerien                                         | 1                                                | 1                                                | 3                                                | 5                                                |
| 11                                               | Ghana                                            | 1                                                | 1                                                | 1                                                | 3                                                |
| 12                                               | Tansania                                         | –                                                | 3                                                | –                                                | 3                                                |
| 13                                               | Uganda                                           | –                                                | 2                                                | 1                                                | 3                                                |
| 14                                               | Mauritius                                        | –                                                | 1                                                | 5                                                | 6                                                |